# Dairoides
Dairoides is een geslacht van kreeftachtigen uit de klasse van de Malacostraca (hogere kreeftachtigen).

## Soorten
- Dairoides kusei (Sakai, 1938)
- Dairoides margaritatus Stebbing, 1920
- Dairoides seafdeci Takeda & Ananpongsuk, 1991